# Soť
Soť (rusky Coть) je řeka v Jaroslavské oblasti v Rusku. Je dlouhá 144 km. Povodí řeky je 1460 km².

## Průběh toku
Pramení na Danilovské vysočině. Ústí do Kostromského zálivu Gorkovské přehrady, přičemž před jejím vybudováním byla pravým přítokem Kostromy (povodí Volhy).

## Vodní režim
Zdrojem vody jsou převážně sněhové srážky. Průměrný roční průtok vody ve vzdálenosti 59 km od ústí činí 6,5 m³/s. Zamrzá v říjnu až v listopadu a rozmrzá v dubnu. V dubnu a květnu dosahuje nejvyšších stavů.

## Využití
Za vyšších vodních stavů je splavná pro vodáky.